# Gérard Murail
Gérard Murail, né le 16 février 1925 dans le 6e arrondissement de Paris, ville où il est mort le 1er mars 2010 dans le 13e arrondissement, est un peintre et poète français.

## Biographie
De son enfance chaotique, Gérard Murail garde trois souvenirs lumineux : une nourrice, en pleine campagne icaunaise et deux maîtres d'école dont le célèbre Édouard Bled. Enfant de chœur, il est fasciné par la danse macabre qui orne la nef de l'église Saint Germain, à La Ferté-Loupière (Yonne).
Dans Paris libéré, il épouse sa « marraine de guerre », Marie-Thérèse Barrois, dont le père, Raoul Barrois, était sculpteur ébéniste et compagnon du Devoir. Gérard et Marie-Thérèse Murail ont quatre enfants, tous nés au Havre, où le couple s'est installé.
Journaliste au Havre Libre puis à Paris-Normandie, grand reporter et critique d'art, Gérard Murail est de retour à Paris en 1962. Il ne quittera plus la capitale. Autodidacte aux savoirs éclectiques, il travaille dans la publicité, fabrique et commercialise des produits de beauté sous la marque Tessa Barrois et fonde une maison d'édition, Arcam, orientée vers la poésie. À partir des années 1970, il peint et expose. Il a animé pendant 25 ans Phréatique, une « revue trimestrielle du groupe de recherches polypoétiques » (GRP), née en 1976. Le groupe, créé et dirigé par Gérard Murail, n'a cessé d'œuvrer à la rencontre entre artistes - poètes, peintres, musiciens, scénographes - et scientifiques, visant à une alchimie des savoirs qui a toujours fasciné le poète. 
Emmanuel Levinas a pu saluer « la poésie de Gérard Murail [qui] est une célébration de l'incarnation. »

## Œuvres
Poésie
- Saison des pluies (1945) - Poèmes  - Jouve et Cie, éditeurs, Paris
- Le clown égaré (1951) - Poèmes (lithographies d'Armand Nakache[6]) - Les Amis d'Astrée.
- Portulan (1957) - Poèmes - Mercure de France.
- Âge de pierre (1957) - Poèmes - Cahiers de Sud.
- À la face de Lourdes (1958) - Poèmes - Zodiaque, Abbaye de la Pierre qui Vire.
- Psaumes et poèmes (1959) - Rochefort.
- Lorris dans la forêt (1960) - Essai poétique, illustré par Marc Hénard - La Colombe.
- Les temps frais, suivi de Noces (1967) - sceaux de Saint-Helm - Haute Voix.
- L'arbre à sels (1967) - Poèmes - Cahiers de Malte.
- Un trésor pour quelqu'un (1968) - Poèmes - bois de Valézy - L'espace intérieur.
- Œil (1968) – poème en quatre langues – Marketing Communication International.
- Poèmes du quotidien (1971) - Album poèmes -Librairie de St-Germain-des-Prés.
- Genèse perdue (1973) - Poèmes - Librairie de St-Germain-des-Prés.
- Dansignes[7] (1974) - Poèmes et graphismes - Arcam.
- Douze regards sur l’année (1974) – Poèmes, photos de Daniel Dufour – DVP – Abbaye de Montligeon.
- Blesser guérir (1977) - Poèmes et dessins - Galerie Hérouet.
- Compostelle  (1983) - Poèmes - Société ligérienne de philosophie - université de Tours.
- Jusqu'au coucher du soleil (1984) - Poèmes – dessins de Jean Bertholle - Cahier création - Phréatique no 29.
- Le roi de coupe  (1986) - Éditions Albatros.
- La montée du désir (1988) - Poèmes  - Publisud.
- Gérard Murail, peintre poète (1994) - Poèmes, poégrammes, peintures, dessins - Société nationale des Beaux-Arts - éditions Khawarysm.
- La contemplation errante (2002) - Poèmes – Groupe de Recherches Polypoétiques, collection Phréatique.

Romans
- Célia ou le mal des falaises (1953) - Le Seuil.
- Ami, pour qui es-tu venu ? (1962) - La Colombe.
- Aux Marais des Cimbres (1985) - inédit.

Essais
- Territoires de la logosophie (1982) - Repérages 4 - revue annuelle de l'université de Nantes - section d'anglais - 1er semestre 1984.

Poèmes dramatiques, cantates, spectacles
- Dies irae (1956) - Campagne internationale des Musées, Abbaye de Graville - Sainte Honorine.
- Le chemin de la Passion (1957) - Festival des Nuits de Bourgogne - Paris Inter.
- La ballade de Maître Renart (1958) - musique de Marcel Despard - Exposition internationale de Bruxelles.
- Le dernier chant de la Sulamite (1959) - musique de Marcel Delannoy - Télévision française.
- Grand psaume de consolation (1960) - musique de Max Pinchard - Semaines d'Art du Havre.
- La cantate du pétrole (1961) - musique de Julien Falk - Cinquième Saison.
- Pluie et soleil (1971) - musique de Tristan Murail - Centre international du Rocheton.
- La cantate du camembert (1972) - musique de Tristan Murail - Académie de France à Rome.
- Blasons du corps féminin (30 mars 1978) - scénographie d'Yves Gaignard - Palais des Ducs, Nantes.
- Lorris dans la forêt et Le poids d'un regard ralentit le temps (18 mars 1983) - scénographie d'Yves Gaignard[8] - Musée Guimet.
- Cavalier seul (29 mars 1996) - scénographie d'Yves Gaignard - Conservatoire de musique de Paris XIVe.

Livre-disque
- Duel et autres poèmes (1956) - musique de Max Pinchard, illustrations de Carréga, interprétés par Hubert Noël et l'auteur - Club Français des Amateurs d'Estampes.
- Trois chorals du signe de la croix (1959) - musique de Max Pinchard – Montjoie/Lumen.
- Flûtes de sang (1962) - musique de Marcel Delannoy – Montjoie, 5e saison.

Sur et avec Gérard Murail
- La poésie inspirée et initiatique de Gérard Murail par André Marissel (1975) - la sape, revue d'expression poétique - no 2.
- Gérard Murail par Jean de la Ferté - éditions ARCAM - (1976)
- Terre intérieure par Henri Mongis in Compostelle (1983).
- Sur « Compostelle » par Emmanuel Levinas (1984) - revue Phréatique - no 30-31.
- Les figures sans visage par Renaud Matignon in Le roi de coupe (1986).
- Âme et corps du monde avec Gérard Murail peintre et poète (1987) - revue Perpétuelles - no 6.
- Entretien avec Anne-Catherine Benchelah in Gérard Murail, peintre poète (1994).

## Distinctions
- Prix Albert Hennequin 1984 de la Société des gens de lettres pour Jusqu'au coucher du soleil